# توني هيرفي
توني هيرفي (بالإنجليزية: Tony Hervey) هو فنان قتال مختلط أمريكي، ولد في 19 ديسمبر 1985 في الولايات المتحدة.

## وصلات خارجية
- توني هيرفي على موقع بيلاتور (الإنجليزية)
- توني هيرفي على موقع شيردوغ (الإنجليزية)
- توني هيرفي على موقع IMDb (الإنجليزية)